# Radianthus koseiriensis
Radianthus koseiriensis is een zeeanemonensoort uit de familie Stoichactidae.
Radianthus koseiriensis is voor het eerst wetenschappelijk beschreven door Klunzinger in 1877.